# Anarkist (musikalbum)
Anarkist är både ett album och en bok av den svenske artisten och poeten Mattias Alkberg, utgiven 2011. Medverkande på skivan är kompbandet Nerverna, men även andra medverkar som exempelvis dottern Anna Klara Alkberg på låten "Helgen v. 51".

## Låtlista
1. Frigjord, pånyttfödd
2. Bit i kudden, skattebetalare
3. Dementorer
4. 80 vårar
5. Allting är drömt
6. Lys upp mig som en stjärna
7. Asterism & Obelisk
8. Helgen v. 51
9. Håll mig!
10. Mitt smutsiga blod
11. Född fel (featuring Magnus Ekelund)